# Kanton Saint-Amans-Soult
Der Kanton Saint-Amans-Soult ist ein ehemaliger, bis 2015 bestehender französischer Kanton im Arrondissement Castres und im Département Tarn der Region Midi-Pyrénées. Hauptort war Saint-Amans-Soult. Vertreter im Generalrat des Departements war zuletzt von 2001 bis 2015 Daniel Vialelle (DVG).
Der Kanton war 164,27 km² groß. Im Mittel lag er 355 Meter über Normalnull, zwischen 218 und 1172 Metern. 

## Gemeinden
Der Kanton bestand aus folgenden acht Gemeinden:
| Gemeinde             | Einwohner Jahr | Fläche km² | Bevölkerungsdichte | Code INSEE | Postleitzahl |
| -------------------- | -------------- | ---------- | ------------------ | ---------- | ------------ |
| Albine               | 524 (2013)     | 17,15      | 31 Einw./km²       | 81005      | 81240        |
| Bout-du-Pont-de-Larn | 1.225 (2013)   | 7,63       | 161 Einw./km²      | 81036      | 81660        |
| Labastide-Rouairoux  | 1.418 (2013)   | 23,67      | 60 Einw./km²       | 81115      | 81270        |
| Lacabarède           | 295 (2013)     | 14,5       | 20 Einw./km²       | 81121      | 81240        |
| Rouairoux            | 364 (2013)     | 28,48      | 13 Einw./km²       | 81231      | 81240        |
| Saint-Amans-Soult    | 1.646 (2013)   | 24,87      | 66 Einw./km²       | 81238      | 81240        |
| Saint-Amans-Valtoret | 931 (2013)     | 35,58      | 26 Einw./km²       | 81239      | 81240        |
| Sauveterre           | 183 (2013)     | 12,39      | 15 Einw./km²       | 81278      | 81240        |